# Harry Tanschek
Harald „Harry“ Tanschek (* um 1972 in Graz) ist ein österreichischer Jazz- und Fusionmusiker (Schlagzeug).

## Wirken
Tanschek spielte zunächst in Schulbands und diversen Rock- und Popbands. Er studierte im Jazzstudiengang der Hochschule für Musik und darstellende Kunst Graz bei Wolfgang Tozzi, Günter Meinhart, Erich Bachträgl, Manfred Josel and Alex Deutsch, wo er 1996 mit dem Magister abschloss. 1997 zog er in die USA, um dort mit einem Stipendium am Berklee College of Music zu studieren, um dann von 1998 bis 2003 weiter als freischaffender Musiker mit Hal Crook, Chico Freeman, Lee Konitz, Phil Woods, Richard Galliano, George Garzone, Mark Murphy, Clark Terry, Jay Clayton, Sheila Jordan, Bob Brookmeyer, Jerry Bergonzi oder Doug Johnson zu wirken.
2004 kehrte er nach Österreich zurück, wo er sich in Wien niederließ. Er gehörte zu Raphael Wressnigs Organic Trio und arbeitete mit Grace Kelly, Alegre Corrêa, Martin Lubenov, Mario Vavti, Bullhorns/James Morrison, Richard Oesterreicher, Ewa Bem, Gisele Jackson, Andy Middleton, Gina Schwarz, Wolfgang Puschnig, Agnes Heginger und in weiteren Projekten. Er ist auf mehr als 50 Tonträgern zu hören.
Tanschek leitet zudem am Vienna Music Institute die Schlagzeugabteilung.

## Preise und Auszeichnungen
Tanschek gewann 1997 den europaweiten Stipendien-Wettbewerb Berklee in Germany 1997. Zudem war er Gewinner des SKE Komponisten- und Interpretenwettbewerbes 1998.

## Diskographische Hinweise
- Drechsler, Steger, Tanschek Feat. Lorenz Raab: The Monk in All of Us (Cracked An Egg Records 2004)
- Janusz Muniak, Joachim Mencel, Willem von Hombracht, Harry Tanschek: Contemplation (Inspirafon 2015)